# Willem Kars
Willem Kars (Rotterdam, 1949) is een Nederlands graficus, fotograaf, producer en adviseur, bekend als bedenker, mede-oprichter en leider van het Rotterdamse ontwerpcollectief Hard Werken.

## Leven en werk

### Jeugd, opleiding en vroege carrière
Kars is geboren en getogen in Rotterdam. Hij studeerde twee jaar aan de lerarenopleiding en drie jaar aan de kunstacademie. Hij werkte enige jaren in de grafische reproductie bij de firma Jos Neve en ging vervolgens aan het werk voor de Rotterdamse Kunststichting en bouwde met Peter van Gruijthuijsen, en André te Wiel, later versterkt met Kees van Buren en Michael Leach de Grafische Werkplaats van Arts Lab De Lantaren in Rotterdam op.
In 1979 nam hij het initiatief tot de oprichting van het nieuwe blad Hard Werken. Nadat Hard Werken in 1982 ontwikkelde tot ontwerpcollectief, werkte Kars daar verder als producent. In 1989 werd het werk onderscheiden door het Amsterdamse Fonds voor de Kunst met de H.N. Werkmanprijs voor grafische vormgeving. Na de overname van Ten Cate Bergmans en de verhuizing naar Amsterdam in 1995 ging de onderneming nog drie jaar verder als Inizio, maar Kars had de leiding toen al uit handen gegeven.

### Latere carrière
Van 1997 tot 2004 werkte Kars als Global Design Manager bij Philips in Eindhoven. In 2004 startte hij in Rotterdam de ontwikkeling van Designplatform Rotterdam en werd partner van het productplatform Things Design. Voorts werd hij bestuurder van Stichting Alice, onderzoek in de creatieve sector, en deed eigen advieswerk.
Van 2006 tot 2009 werkte hij daarnaast bij de Hogeschool Rotterdam als teamlid voor de opbouw van masteropleidingen design. En van 2007-08 ook aan de Technische Universiteit Delft, waar hij coach was in het design for sustainability programma. In 2009 en 2010 actief partner in Real Estate Publishers, internationale uitgeverij.
Naast zijn verdere ondernemen werkzaam met de Willem de Kooning Academie om voor de Rotterdam Academy een Associate Degree opleiding op te zetten voor packaging design. In 2014 werd de samenwerking die was ontstaan met Joris Jacobs omgezet in de onderneming Jacobs&Kars. Bedrijfsconsultants voor positionering en branding.